# Pentarchie
La Pentarchie (du grec ancien πενταρχία / pentarkhía (« gouvernement de cinq personnes »),,, de πέντε / pénte (« cinq ») et ἀρχία / arkhía (« gouvernement ») est l'organisation de l'Église chrétienne autour de cinq Églises patriarcales : Rome, Constantinople, Alexandrie, Antioche et Jérusalem.
L'idée de l'exercice exceptionnel d'autorité par un évêque en dehors de sa propre province romaine est déjà exprimée dans la triarchie non universelle du concile de Nicée,, dans la tétrarchie du concile de Constantinople puis enfin au concile de Chalcédoine qui, en faisant de Jérusalem un siège patriarcal, crée la « Pentarchie »,.
La formule apparaît pour la première fois dans la législation de l'empereur Justinien, au VIe siècle, qui l'a utilisée pour organiser l'Église chrétienne trinitaire dans le cadre de l'unité politique de son empire, et ensuite dans les actes du concile in Trullo (VIIe siècle).
L'Église de Rome n'accepta pas ce concile et refusa de reconnaître la Pentarchie, en déniant toute espèce de primauté au siège de Constantinople, qui n'aurait pas été fondé par un apôtre, et en développant une ecclésiologie qui attribuait au siège de Rome, fondé par l'apôtre Pierre, la position centrale,.

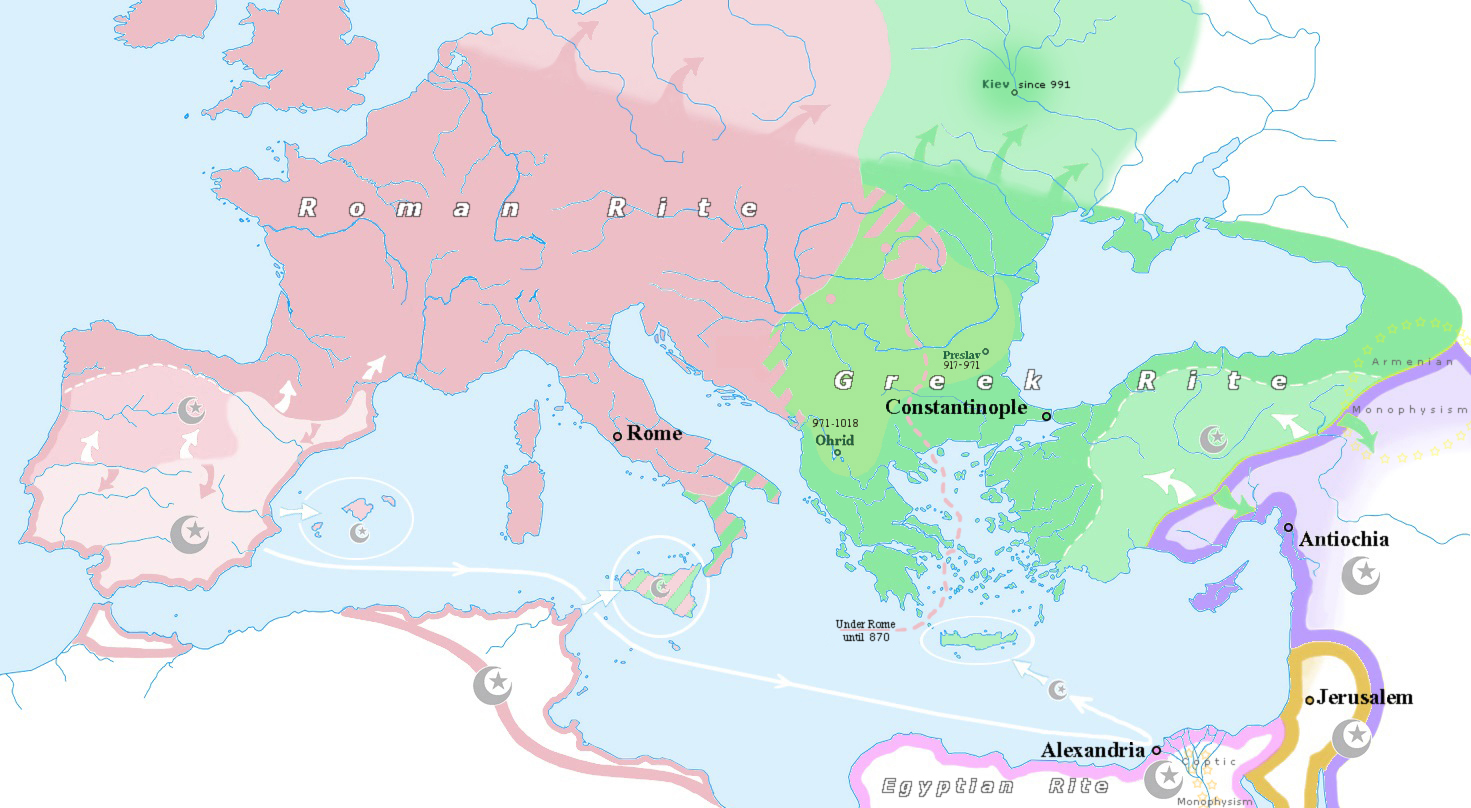
La Pentarchie autour de l'an 1000. Intérieur blanc : conquis par les califats islamiques. Liséré blanc : temporairement occupé par les califats ou les émirats islamiques. Flèches : expansion depuis l'an 800.

## Développement
Le premier concile de Nicée est convoqué en 325 par l'empereur Constantin Ier pour résoudre la crise arienne, dont la controverse théologique avait des incidences politiques par ses conflits entre les évêchés.
Pendant que le canon 4 du concile attribue une autorité particulière à l'évêque du chef-lieu de chaque province politique (l'évêque métropolitain), le canon 6 reconnait une juridiction supérieure des sièges de Rome, Alexandrie et Antioche en relation à plusieurs provinces conjointement,. Le siège d'Alexandrie a(urait) ainsi autorité sur toutes les Églises d'Égypte et de Libye et de la Pentapole de Libye ; les limites des zones d'influence des deux sièges de Rome et d'Antioche ne sont pas précisées.
Le patriarcat de Jérusalem, sans doute le premier chronologiquement, importe dans ce cadre pour l'histoire sainte et les lieux saints. Mais après les événements de 70 (première guerre judéo-romaine (66-73), siège de Jérusalem (70), destruction du second Temple de Jérusalem (70), prise de Massada (73), deuxième diaspora, etc.) puis de 130 (refondation sous le nom d'Ælia Capitolina, puis révolte de Bar Kokhba (132-135), massacres, Jérusalem rasée et interdite aux Juifs), l'Église de Jérusalem peine à retrouver quelque ampleur autre que mémorielle, ce à quoi le canon 7 du premier concile de Nicée (325) rend hommage.
À la suite du déplacement, en 330, de la capitale de l'Empire romain de Rome à Byzance, rebaptisée Constantinople, l'évêque de la ville est élevé au rang qui plus tard serait appelé patriarche. En effet, lors du premier concile de Constantinople en 381, Constantinople, considérée comme la « nouvelle Rome », obtient « la primauté » ou « les prérogatives » d'honneur après Rome,. Cette nouvelle promotion d'une nouvelle Église est mal acceptée par l'Église de Rome, comme par l'Église d'Alexandrie. D'autre part, ce concile n'attribue pas à l'évêque de Constantinople des droits de juridiction sur d'autres évêques, en déclarant nommément l'indépendance des évêques du Pont, de l'Asie proconsulaire et de la Thrace.
En 451 au concile de Chalcédoine, l'évêque de Jérusalem obtient la juridiction supérieure sur les trois provinces romaines de Palestine qu'on lui avait refusée au concile d'Éphèse (431),.
Le même concile, dans son canon 28, confirme la « primauté d'honneur après l'évêque de Rome » du patriarche de Constantinople, et lui confère le droit de nommer les évêques métropolitains du Pont, de l'Asie et de la Thrace, ce qui met sous son autorité plus de la moitié de l'Empire Romain d'Orient, et renverse la décision du concile de l'an 381, qui a défendu aux évêques d'autres diocèses romains d'intervenir dans les affaires ecclésiastiques de chacun des diocèses du Pont, de l'Asie et de la Thrace.
L'évêque de Rome, Léon Ier, a rejeté ce canon comme transgression du canon 6 du concile de Nicée et violation des droits d'Alexandrie et d'Antioche. Contre les prétentions de Constantinople (qui plus tard se revendiqua aussi comme apostolique,,), Léon Ier défendit la théorie des trois « sièges pétrines » (remontant à l'apôtre Pierre) de Rome, d'Alexandrie et d'Antioche, sièges apostoliques,,.

## Mise en place
La première formulation de la théorie de la Pentarchie,,, comme étant l'organisation administrative de l'Église se trouve dans la législation de l'empereur Justinien (527–565), surtout sa Novelle 123, qui cite les cinq patriarches dans l'ordre de préséance : Rome, Constantinople, Alexandrie, Antioche, Jérusalem,,.
En dehors de l'Empire byzantin, les chrétiens de l'Orient s'organisaient librement en Églises autocéphales sous forme de patriarcats. C'était notamment le cas de l'Église apostolique arménienne, et du Catholicosat de Séleucie-Ctésiphon. En Occident, de nombreuses nations germaniques, en abandonnant le paganisme et l'arianisme, s'attachaient à l'Église de Rome comme seule autorité ecclésiastique principale. À l'intérieur de l'empire, la majorité des chrétiens en Égypte et Syrie (les Églises copte et jacobite) se sont séparés de l'Église, qu'ils appelaient la Melchite, malgré les tentatives des empereurs d'imposer des doctrines de compromis.
La théorie de la Pentarchie, implicite dans les décisions du concile de Chalcédoine, se trouve explicitement énoncée dans les actes du concile in Trullo (VIIe siècle) et du Quatrième concile de Constantinople de l'an 869.

## Des volontés de primauté antagonistes

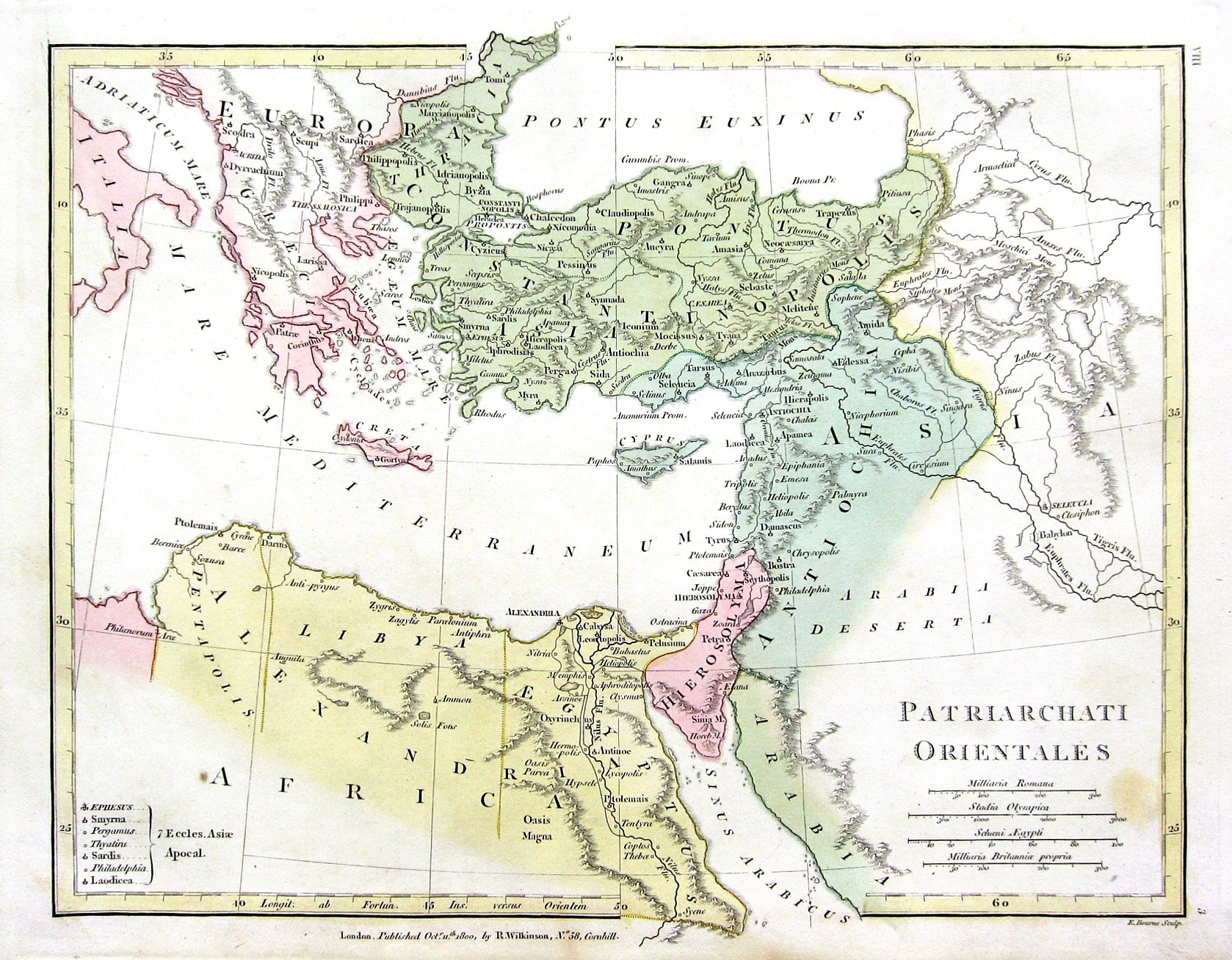
La pentarchie de Justinien. Léon III l'Isaurien transfère de l'autorité du pape à celle du patriarche de Constantinople tous les territoires effectivement contrôlés par l'empire, y compris la Grèce, la Sicile et la Calabre. En même temps, l'empire perd progressivement aux Arabes ses territoires en Asie et en Afrique.

Bien que les évêques d'Alexandrie aient pu plusieurs fois chanter victoire à cause de la déposition d'évêques de Constantinople (Jean Chrysostome, Nestorius, Flavien), le siège de la capitale impériale ne faisait qu'augmenter son pouvoir,. Le canon 28 du concile de Chalcédoine n'a fait que sanctionner une situation existante. Justinien, en nommant le premier patriarche chalcédonien d'Alexandrie en 538, le fait ordonner évêque par le patriarche de Constantinople : « Ainsi commença la coutume pour les patriarches des melkites, qu'ils devaient être ordonnés à Constantinople et aller ensuite à Alexandrie. […] Cette nouvelle coutume paraît instaurer une relation de dépendance entre le siège d'Alexandrie et celui de Constantinople »

### Volonté de primauté de Constantinople
À partir du VIIe siècle, les guerres arabo-byzantines placent sous domination musulmane la grande majorité des chrétiens d'Égypte et de Syrie encore (après la séparation de la majorité des chrétiens en Égypte et Syrie) fidèles aux patriarcats chalcédoniens d'Antioche, Jérusalem et Alexandrie, ce qui réduit les Églises orthodoxes en Orient au seul patriarcat de Constantinople, dont les évêques s'appelèrent « patriarches œcuméniques », sans préciser ce que cela recouvre précisément en termes de juridiction.
Selon une interprétation byzantine contestée,,,, le canon 28 de Chalcédoine attribuerait à l'évêque de Constantinople le droit de consacrer « les évêques des régions barbares » (appelés χωρεπισϰόποι francisé en chorévêques) des pays orthodoxes situés hors de l'Empire byzantin et placés sous le contrôle des perichorètes (περιχωρέτοι : évêques des périphéries de l'Empire).
Quoi qu'il en soit, les écrivains byzantins qui traitaient de la Pentarchie supposaient que l'Église de Constantinople occupait le rang suprême parmi les patriarcats et avait le droit de les gouverner, conséquence logique de sa position dans l'empire Romain d'Orient, dont le chef civil « est empereur des Romains, c'est-à-dire de tous les chrétiens », Dans un manuel de droit canon, le Nomocanon XIV titulorum paru sous la direction de Photios Ier de Constantinople, l'Église de Constantinople est présentée comme la tête de toutes les Églises. L’Epanagoge et beaucoup d'autres sources affirment que le siège de Constantinople avait le droit d'arbitrer les disputes entre les autres patriarcats.

### Volonté de primauté de Rome
Face aux prétentions de Constantinople se dressèrent celles des évêques de Rome qui, revendiquant la dignité de « premiers parmi leurs pairs » (primus inter pares) ne pouvaient pas reconnaître la pentarchie, car elle impliquait que Rome soit égale aux autres sièges patriarcaux, alors que le « Saint-Siège » se réclamait de l'autorité de l'apôtre Pierre.
Le 7 janvier 730, l'empereur Léon III l'Isaurien promulgue ce qu'on appelle l'« édit iconoclaste » à faire signer comme marque d'adhésion. Le patriarche de Constantinople Germain Ier, qui refuse de signer, est déposé et exilé ; il est remplacé par Anastase de Constantinople, qui, lui, a accepté de se soumettre. L'édit iconoclaste et la déposition du patriarche Germain suscitent une riposte de la papauté : Grégoire III, intronisé en mars 731, réunit un synode de 193 évêques italiens (y compris les archevêques de Ravenne et de Grado, villes sous contrôle byzantin), qui condamne ces décisions. L'empereur iconoclaste transfère tous les territoires effectivement contrôlés par l'empire, de l'autorité du pape à celle du patriarche de Constantinople (ce qui concerne non seulement la Sicile et la Calabre, mais aussi l'Illyricum, la Grèce et les îles de la mer Égée, qui jusqu'alors relevaient du pape). Pour la première fois, cette décision place la papauté en dehors du cadre de l'Empire byzantin.
D'autres causes politiques vont attiser l'antagonisme : vers 737, les Lombards s'emparent un moment de Ravenne, puis l'exarque Eutychius parvient à s'y rétablir avec l'aide du doge vénitien et l'appui du pape Grégoire III. L'année suivante, le roi lombard Liutprand conquiert le duché de Spolète (principauté lombarde autonome) et devient maître de presque toute l'Italie ; poursuivant le duc Thrasimund qui s'est réfugié auprès du pape, il assiège Rome, et Grégoire III écrit alors à Charles Martel pour demander de l'aide. Ainsi les papes rompent avec la tutelle politique de Constantinople pour recourir à la puissance montante des Carolingiens. Le pape Étienne II, menacé par les Lombards, sacre roi des Francs Pépin le Bref, qui en retour constitue l'embryon des États pontificaux en 754. En 800, le pape Léon III couronne Charlemagne empereur d'Occident à Rome.
Ultérieurement, la réécriture de l'histoire par les chancelleries papales accroît le pouvoir pontifical et légitime les ambitions spirituelles et temporelles des souverains pontifes : c'est ainsi, par exemple, que la donation de Pépin le Bref se transforme en « donation de Constantin » qui affirme que c'est l'empereur romain Constantin qui, en quittant la Ville, en aurait remis les clefs à l'évêque de Rome, ainsi que le pouvoir (potestas) sur tout l'Occident.

## Rupture progressive entre les Églises d'Occident et d'Orient
Ce que l'on appelle le schisme de Photius résulte de la déposition en 859, du patriarche Ignace de Constantinople par l'empereur Michel III pour des raisons politiques ; Photius fut alors élu à sa place. Quand un an plus tard, l'Église de Rome fut mise au courant de cette déposition, elle contesta sa légitimité sur la base qu'un laïc ne pouvait pas devenir évêque en une semaine. Ce schisme ne dura que jusqu'en 879, où l'avènement d'un nouvel empereur comme d'un nouveau chef de l'Église de Rome permirent un rapprochement avec Photius lors du Concile de Constantinople IV.
Le schisme de 1054, plus grave, dure encore. Sur le moment, et tant que les deux Églises ne différèrent que par les rites (latin ou grec) mais s'en tinrent aux sept premiers conciles, aux mêmes dogmes théologiques et au même droit canon, ce schisme était réversible. Mais par la suite, aux yeux des orthodoxes, les quatorze conciles organisés par l'Église de Rome et les innovations théologiques ou canoniques qui en découlèrent (comme le filioque par exemple) creusèrent un fossé aux yeux de l'Église orthodoxe, qui dès lors considéra que la défection de l'Église de Rome ne laissait, des cinq membres originaux de la Pentarchie, que quatre actifs : les patriarcats de Constantinople, Alexandrie, Antioche et Jérusalem.
Par ailleurs, depuis 1054, chez les orthodoxes, de nombreux patriarcats furent créés : Moscou, Belgrade, Sofia, Bucarest.